# Centre for the Study of Existential Risk
Centre for the Study of Existential Risk (CSER) är ett forskningscentrum vid Universitetet i Cambridge, som syftar till att undersöka möjliga nivåer av utrotningshot som orsakas av nuvarande eller framtida teknologier. Grundarna är Huw Pris (en filosofiprofessor vid Cambridge), Martin Rees (kosmolog, astrofysiker, och tidigare ordförande i Royal Society) och Jaan Tallinn (en programmerare och en av grundarna av Skype). CSER rådgivare inkluderar filosofen Peter Singer, datavetaren Stuart J. Russell, statistikern David Spiegelhalter och kosmologen Stephen Hawking och Max Tegmark. Deras "mål är att styra en liten del av Cambridge stora intellektuella resurser, och rykte byggd på dess tidigare och nuvarande vetenskapliga eminens, att ta sig ann uppgiften att se till att vår egen art har en långsiktig framtid."